# 찰리 그림
찰스 존 그림(Charles John Grimm, 1898년 8월 28일~1983년 11월 15일)은 "졸리 촐리"(Jolly Cholly)라는 별명으로 알려진 미국의 프로 야구 선수이자 감독이다. 메이저 리그 베이스볼(MLB)에서 1루수로 활약하였며, 필라델피아 애슬레틱스, 세인트루이스 카디널스, 피츠버그 파이리츠, 시카고 컵스 등지에서 뛰었다. 시카고 컵스에서 선수 겸 감독을 맡았고, 보스턴/밀워키 브레이브스에서도 감독을 맡았다.